# Izarra (stacja kolejowa)
Izarra (hiszp. Estación de Izarra, bas: Izarrako geltokia) – stacja kolejowa w Izarra, w gminie Urkabustaiz, w prowincji Araba we wspólnocie autonomicznej Kraj Basków, w Hiszpanii. Znajduje się na linii kolejowej Castejón – Bilbao w km 179,8, na wysokości 610 m n.p.m..
Od 2012 stacja nie obsługuje regularnego ruchu kolejowego.

## Historia
Stacja została otwarta w dniu 30 sierpnia 1863 wraz z otwarciem odcinka Castejón-Orduña linii kolejowej przeznaczonej do połączenia Castejón z Bilbao. Prace były prowadzone przez Compañía del Ferrocarril de Tudela a Bilbao utworzonej w 1857 roku. W 1865 firma ogłosiła upadłość, ponieważ nie mogła przezwyciężyć trudności gospodarcze wynikające z inwestycji w budowę linii i interwencji Banku Bilbao. W 1878 roku została wchłonięta przez Norte, która była właścicielem stacji aż do nacjonalizacji kolei w Hiszpanii w 1941 roku i utworzenie RENFE.
Od 31 grudnia 2004 linię obsługuje Renfe. Zarządcą dworca jest Adif.